# Hirtodrosophila naumanni
Hirtodrosophila naumanni är en tvåvingeart som först beskrevs av Bock 1986.  Hirtodrosophila naumanni ingår i släktet Hirtodrosophila och familjen daggflugor. Inga underarter finns listade i Catalogue of Life.